# Día Internacional de las Mujeres en la Diplomacia
El 24 de junio de cada año se conmemora el Día Internacional de las Mujeres en la Diplomacia. El 20 de junio de 2022, en su 76.º periodo de sesiones, la Asamblea General de las Naciones Unidas, mediante la Resolución 76/269, declaró su conmemoración.
Esta fecha tiene como objetivo visibilizar las contribuciones de las mujeres en el campo de la diplomacia y repensar esta profesión desde el enfoque de género. Del mismo modo, siguiendo con la Agenda 2030 de las Naciones Unidas, se espera que su conmemoración fomente una mayor presencia femenina en la carrera diplomática e incita a los actores internacionales a tomar medidas concretas para erradicar la desigualdad de género en los diferentes ámbitos de la sociedad. 

## Antecedentes

### ¿Qué se entiende por diplomacia?
La diplomacia se define como la profesión que conduce, mediante la negociación y el diálogo, las relaciones entre los actores del Sistema Internacional, como los Estados, las Organizaciones Internacionales (O.I), las Organizaciones no Gubernamentales (ONG), las empresas trasnacionales, la sociedad civil, entre otros. Asimismo, con el fin de hacer frente a los desafíos globales, el objetivo de la diplomacia se centra en establecer intereses comunes para fomentar la resolución pacífica de conflictos y promover acuerdos y alianzas. La función de los diplomáticos se centra en ser los intermediarios y representantes de sus respectivas naciones para facilitar la cooperación.  
La diplomacia se ha convertido en una de las herramientas más importantes de la política exterior. Asimismo, es descrita como un reemplazo del uso de la fuerza para la resolución de controversias en el sistema internacional. Sin embargo, considerando que los actores internacionales pueden optar por utilizar medidas punitivas contra otros, la diplomacia aún posee un carácter coercitivo. 

### La brecha de género en la diplomacia

#### La desigualdad de género histórica
A lo largo de la historia de la humanidad, ha existido una tendencia a desvalorar la presencia femenina en todos los ámbitos.  Para Simone de Beauvoir, los dos sexos nunca han compartido el mundo en pie de la igualdad. Bajo los constructos sociales, la mujer ha sido percibida como un "Otro" del hombre o su opuesto.  

Existe un principio bueno que ha creado el orden, la luz y el hombre, y un principio malo
que ha creado el caos, las tinieblas y la mujer.
Pitágoras

Las mujeres no pueden ser presidentas porque la configuración emocional de una mujer y un hombre es totalmente diferente.
Rodrigo Duterte, ex presidente de Filipinas

La historia de la diplomacia, escrita por sus practicantes, ha sido una profesión ejercida mayoritariamente por hombres, lo que construyó una diplomacia con códigos patriarcales y masculinos.   En efecto, la asociación de la figura femenina con el caos, el peligro y la imprevisibilidad ha sido utilizado como justificación para limitar y excluir a las mujeres de la esfera pública y el dominio público.  Las únicas "excepciones" se vinculan a los Imperios dirigidos por mujeres, como la emperatriz Catalina II de Rusia, la Grande; la reina Victoria de Inglaterra o María Antonieta de Austria, reina de Francia. 
Más allá de las mujeres que lograron trascender las limitaciones sociales para convertirse en figuras influyentes en la política exterior, muy pocas fueron reconocidas formalmente como diplomáticas. Sin embargo, la historiografía actual se ha propuesto reivindicar el papel de las mujeres en el campo de la diplomacia.  

#### La marquesa de Mirabel en París
La participación de las mujeres en la política se centraba principalmente en apoyar a sus maridos siendo buenas anfitrionas. La residencia de un embajador se convertía en un ambiente propicio para las negociaciones diplomáticas en tanto las esposas desempeñaran correctamente las tareas domésticas y crearan un entorno acojedor.   Sin embargo, el caso de la marquesa de Mirabel, quien acompañó a su esposo en París desde 1620 hasta 1632, demuestra cómo, bajo determinadas circunstancias, las mujeres pudieron conseguir más protagonismo en el área de la diplomacia. 
Tras producirse el intercambio de princesas de 1615,  una de las mayores preocupaciones de Felipe III de España, era el bienestar de su hija, Ana de Austria en París, donde sería coronada como reina de Francia. Con ella fueron enviados criados españoles y el embajador Héctor Pignatelli y Colonna, IV duque de Monteleón, a quienes Felipe III les otorgó la responsabilidad de velar por su hija. Sin embargo, posteriormente, la corte parisina expulsó a los criados y prohibió que los siguientes embajadores españoles tuvieran contacto directo con la reina. Por ello, para garantizar el bienestar y mantener contacto con Ana de Austria, el principal criterio para nombrar al sucesor del duque de Monteleón era a partir de quién era su esposa. Se buscaba una mujer de autoridad y prudencia que pudiera acompañar a la reina de Francia. El elegido definitivo por Felipe III fue Antonio Dávila y Zúñiga, el marqués de Mirabel, quien había adquirido el título al casarse con Francisca de Zúñiga. Según los documentos oficiales de la época, el motivo de su nombramiento subyace en las altas cualidades que obstentaba la marquesa; es así que a partir de 1620 hasta 1632 el marqués de Mirabel cumpliría la labor de embajador de la Monarquía española en Francia. No obstante, cuando en 1629 el marqués fue enviado a Bruselas para asistir en una misión diplomática, en lugar de enviar un embajador interino, Felipe IV ordenó que la marquesa de Mirabel fuera nombrada como "embajatriz" hasta el regreso de su esposo. 

#### El ingreso de las mujeres al cuerpo diplomático en elsigloXX
Con la llegada de la Segunda ola del feminismo, el sufragio universal y la incorporación de las mujeres en el mundo laboral eran una realidad cada vez más posible. Las primeras mujeres en ingresar a las cancillerías desempeñaron labores administrativas dentro del cuerpo diplomático, siendo secretarias o archivistas; del mismo modo, para 1920 la presencia de las mujeres en el cuerpo diplomático se hizo ligeramente más notorio. 
En Occidente, sin embargo, esta incorporación estaba condicionada a que las mujeres fuesen solteras y sin hijos, de lo contrario, se exigía su renuncia para que cumplan labores domésticas tradicionales. A esto se le agrega que aún se mantenía la creencia de que las mujeres eran incapacez de desempeñarse en un contexto internacional bélico y los prejuicios de otros gobiernos para aceptar mujeres en el área diplomática. Este tipo de discriminación no sería superado hasta 1972. 

### La diplomacia con perspectiva de género
Ante una diplomacia históricamente construida desde los pilares del patriarcado, se convirtió en una necesidad entender la diplomacia desde una perspectiva de género para identificar de qué manera el patriarcado opera en las relaciones internacionales. Por ejemplo, dicha perspectiva sostiene que los conflictos internacionales son vistos desde una percepción masculinizada que asocia el poder con la brutalidad y prioriza la fuerza militar,  en consecuencia, se subestima el aporte de las mujeres y se las excluye de las decisiones finales en la resolución de estas controversias internacionales. 

#### La diplomacia feminista
En 2014, la exministra de Asuntos Exteriores de Suecia, Margot Wallström, propuso la diplomacia feminista como un instrumento de acción política, basándose en tres pilares: derechos, recursos y representación. La política exterior feminista considera que la igualdad de género es un objetivo prioritario y una herramienta para perseguir nuevos fines. Su área de acción abarca proyectos de desarrollo para erradir la desigualdad de género y la ampliación de la representación de las mujeres en los órganos diplomáticos.   Siguiendo el modelo de Suecia, la diplomacia feminista en Francia plantea garantizar la igualdad de género en países de desarrollo y garantizar los derechos sexuales y reproductivos. Asimismo, promueve las capacidades de las mujeres para establecer iniciativas de resolución a través de mecanismos pacíficos y duraderos, es así que se plantea una alternativa a la violencia exacerbada utilizada en la diplomacia actual. 

## Proclamación

### Agenda 2030 de la ONU
En 2015, la Asamblea General de la ONU
aprobó la Agenda 2030 para el Desarrollo Sostenible. Este acuerdo busca fomentar la cooperación de los actores internacionales (Estados, Organizaciones Internacionales, empresas, ONG y la sociedad civil) ante la necesidad de afrontar desafíos globales. Compuesta por los 17 Objetivos de Desarrollo Sostenible (ODS), el plan abarca problemáticas de índole social, económica y ambiental, entre sus metas se propone la erradicación de la pobreza y el hambre, promoción de la acción climática, búsqueda de la paz, entre otros. 

### Objetivo de Desarrollo Sostenible 5
Asimismo, la Organización de las Naciones Unidas sostiene que lograr la igualdad de género y el empoderamiento de todas las mujeres y niñas es indispensable para la consecución de los ODS. De esta manera, la Agenda 2030 adquiere un enfoque de género reflejado en el Objetivo 5 (ODS5), cuya meta se centra en garantizar la participación igualitaria de las mujeres en la sociedad.  Es así que, la organización problematiza la desigualdad en representación de las mujeres en la vida política, económica y pública. 

Todos debemos hacer todo lo posible para que las mujeres estén presentes, se oiga nuestra voz y se valoren nuestras contribuciones.
Amina Mohammed, Vicesecretaria General de la ONU

### Resolución 76/269
La proclamación del Día Internacional de las Mujeres en la diplomacia se llevó a cabo en 2022 de manera oficial después de aprobarse la resolución A/RES/76/269 por la Asamblea de las Naciones Unidas, con 191 votos a favor y 2 abstenciones. 
Para la proclamación, la Asamblea General se apoyó de las resoluciones 53/199 y 61/185 relativas a la proclamción de años internacionales, y la resolución 1980/67 del Consejo Económico y Social sobre los años y aniversarios internacionales. Del mismo modo, retomó la Agenda 2030 para el Desarrollo Sostenible para reafirmar su compromiso con la implementación de la perspectiva de género en la Agenda 2030 a través del ODS5.
En este sentido, la Asamblea General, consecuente con los esfuerzos de las Naciones Unidas para promover la paridad de género, acuerda proclamar la fecha con el fin de reconocer la contribución indispensable de las mujeres en la diplomacia, debido a la insuficiente representación de las mujeres en el sistema. Asimismo, se reconoce que la participación activa de las mujeres, en todos los niveles de toma de decisiones, es crucial para garantizar el desarrollo sostenible, la paz y la democracia; y, sobre todo, lograr la igualdad de género. De esta manera, el órgano invita a todos los Estados miembros, organizaciones de las Naciones Unidas, organizaciones no gubernamentales, las instituciones académicas y las asociaciones de mujeres diplomáticas a celebrar el Día.

### Importancia de la proclamación
El propósito de este tipo de iniciativas es que los esfuerzos para la igualdad de género no se concentren solo en una fecha específica, sino que sean traducidas a acciones concretas para un reconocimiento efectivo del trabajo de las mujeres en las diferentes áreas que componen la diplomacia: la seguridad y la paz, la asistencia y la protección consular, la promoción económica y cultural, el Derecho Internacional, los derechos humanos, el desarrollo sostenible, entre otros.
Del mismo modo, para diferentes activistas, investigadoras y diplomáticas feministas la conmemoración debe suscitar una reflexión más profunda sobre la profesión diplomática. En un primer momento, se celebrarán los nombres de las mujeres que lograron trascender las limitaciones sociales de sus épocas, es decir, aquellas que participan en la política internacional desde altos puestos de poder. Sin embargo, la conmemoración también debe ser pensada para aquellas que aún se encuentran en el camino: las que piensan que la diplomacia sigue siendo una profesión solo de hombres, aquellas cuyos logros son invisibilizados por los sesgos de género, las que aportan diaramente a enriquecer las teorías de las relaciones internacionales, y muchas más.  

Las mujeres que hoy se encuentran en cada una de las áreas de las relaciones internacionales y la diplomacia, por medio de su imprescindible labor, visibilizan la relevancia del trabajo que realizamos y, que a su vez, animan y forman a nuevas generaciones de diplomáticas.
Cynthia Enloe

## Contribución de las mujeres en la diplomacia

### Mujeres diplomáticas influyentes
- América del Norte
  -  Madeleine Albright: Embajadora de las Naciones Unidas y la primera mujer en ocupar el cargo de secretaria de Estado de los Estados Unidos desde 1997 hasta el 2001. [18]
  -  Palma Guillén: Primera mujer en ocupar el cargo de Ministro Plenipotenciario. Miembro de la delegación permamente de México ante la Sociedad de Naciones. [19]
  -  Chrystia Freeland:  ministra de Comercio en 2015, ministra de Relaciones Exteriores en 2017, vice primera ministra desde 2019. Principales impulsoras de sanciones contra Rusia en la Guerra en Ucrania desde el continente. [20]

- América del Sur y el Caribe 
  -  Carmela Aguilar Ayanz: Primera mujer en ingresar al Servicio Diplomático del Perú y alcanzar la categoría de Embajadora. [21]
  -  María Fernanda Espinosa Garcés: Ministra de Relaciones Exteriores, Ministra de Defensa Nacional y Presidenta de la Asamblea General de las Naciones Unidas de 2018 hasta 2019. [22]
- Asia
  -  Vijaya Lakshmi Pandit: Presidenta de la Conferencia Panindia de Mujeres en 1939 y fue la primera mujer presidenta de la Asamblea General de las Naciones Unidas, siendo un referente en la lucha anticolonial de la ONU. [23]
  -  Kang Kyung-wha: Participante activa en las negociaciones sobre la Convención sobre los Derechos de las Personas con Discapacidad (CDPD) y fue Ministra de Asuntos Exteriores de 2017 hasta 2021. [24]
- África
  -  Ngozi Okonjo-Iweala: directora general de la Organización Mundial del Comercio (OMC) y enviada especial de la Organización Mundial de la Salud (OMS) para la lucha contra el COVID-19. [25]
- Europa
  -  Alva Myrdal: Directora de la Organización de las Naciones Unidas para la Educación, la Ciencia y la Cultura (UNESCO) en 1946 y galardonada con el Premio Nobel de la Paz por su labor en el desarme nuclear en la Guerra Fría en 1982. [26]
  -  Ursula Von der Leyen: Presidenta de la Comisión Europea desde 2019 [27]
- Oceanía
  -  Dame Meg Taylor: secretaria general del Foro de las Islas del Pacífico y comisionada para el Océano Pacífico.[28]